# Derribos Arias
Derribos Arias fue una banda musical de post-punk española de la década de 1980, encuadrada en el movimiento cultural conocido como la movida madrileña. Su sonido, crudo, caótico, en ocasiones melódico y en ocasiones cacofónico, estaba influido por el post-punk, el punk y la psicodelia, además de contar con un componente de humor absurdo definido por algunos como dadaísta o surrealista.

## Historia
Derribos Arias fue un producto de la creatividad de Poch (Ignacio María Gasca Ajuña, †1998), una persona extravagante, pintoresca y excesiva. Se le recuerda como protagonista de algunos de los episodios más delirantes de la llamada movida madrileña. 
Ejecutivos Agresivos fue el primer proyecto de Poch con trascendencia discográfica (un sencillo llamado Mari Pili). En él participaron músicos que después integrarían bandas como Décima Víctima o Gabinete Caligari.
Poch formó luego La Banda Sin Futuro. Con este grupo, grabó un disco que no vio la luz en su momento y cuya copia pirata, con temas como Nos van a desinfectar, se convirtió en joya de coleccionistas.
Derribos Arias duró de 1981 a 1987, pero su actividad discográfica cesó en 1984. En sus años dorados, 1983 y 1984, registraron los sencillos Branquias bajo el agua, A-Flúor y Aprenda alemán en 7 días y el álbum En la guía, en el listín. Todos contaron con unas excelentes críticas en la prensa musical y una aceptación por el público relativamente buena, teniendo en cuenta lo arriesgado de la propuesta.
En 1984 sacaron Disco Pocho, con peor acogida. Poco después vendría la disolución del grupo.
A mediados de los 80, a Poch se le diagnosticó la Enfermedad de Huntington, un mal degenerativo del sistema nervioso que altera la cognición y la movilidad y que le llevaría a la muerte en 1998.
En 1991, Poch recibió un homenaje de músicos, amigos y admiradores, a consecuencia del cual se grabó un doble álbum llamado El chico más pálido de la playa del Gros, un recopilatorio con canciones de Derribos Arias o del propio Poch en solitario, versionadas por formaciones como Siniestro Total, Negu Gorriak, Gabinete Caligari, Glutamato Ye-Yé o Fangoria. El trabajo buscaba ayudar a Poch cuando éste entraba en la fase terminal de su enfermedad.

## Discografía

### Derribos Arias
- Branquias bajo el agua (EP, Grabaciones Accidentales, GASA, GA-003, 1982).
- A-Flúor (sencillo, GASA, GA-006, 1982).
- A-Flúor (maxi, GASA, GA-008 1982).
- Aprenda alemán (sencillo, GASA, GA-012, 1983).
- En la guía, en el listín (álbum, GASA, GA-013, 1983).
- Disco pocho (maxi, GASA, GA-024 1984).
- Disco pocho (sencillo, GASA, GA-025 1984).
- CD (recopilación, CD, GASA, 1996).
- La centralita de información (recopilación, disco-libro, DRO, 2001).

### Poch en solitario
- Poch se ha vuelto a equivocar (álbum, Epic, 1985).
- Nuevos sistemas para viajar (álbum, GASA, 1988).

### La Banda Sin Futuro
- Grabaciones desinfectadas (CD, Subterfuge, 1997).

### Disco de homenaje a Poch
- El chico más pálido de la playa de Gros (1991).